# Norwegischer Fußballpokal der Männer 1902
Der norwegische Fußballpokal 1902 (kurz auch NM-Cup 1902 genannt) war die erste Austragung des Fußballpokalwettbewerbs der Männer. Pokalsieger wurde der SK Grane Nordstrand.

## 1. Runde
| Datum      |                     | Ergebnis |                  |
| ---------- | ------------------- | -------- | ---------------- |
| 01.06.1902 | SK Grane Nordstrand | 10:00    | Porsgrunds FK    |
|            | SFK Lyn Oslo        | 0:2      | Spring Kristiana |
|            | Odds BK             | Freilos  |                  |

## Halbfinale
| Datum      |                     | Ergebnis |                  |
| ---------- | ------------------- | -------- | ---------------- |
| 15.06.1902 | SK Grane Nordstrand | 4:0      | Spring Kristiana |
|            | Odds BK             | Freilos  |                  |

## Finale
| SK Grane Nordstrand                                 | SK Grane Nordstrand | Odds BK | Odds BK |
| --------------------------------------------------- | --- | --- | ------- |
| SK Grane Nordstrand                                 | \| Finale \| \| 16. Juni 1902 in Kristiania (Gamle-Frogner-Stadion) \| \| Ergebnis: 2:0 \| \| Schiedsrichter: Bredo Larsen \| \| Spielbericht \|                                  | \| Finale \| \| 16. Juni 1902 in Kristiania (Gamle-Frogner-Stadion) \| \| Ergebnis: 2:0 \| \| Schiedsrichter: Bredo Larsen \| \| Spielbericht \| | Odds BK |
| SK Grane Nordstrand                                 | Anton Endrerud – Carl Blix, Bjarne Vig – Sverre Strand, Wilhelm Wettergren, Sverre Nergaard – Olaf Olsen, Walter Aigeltinger, Emil Wettergren, Elvind Thune-Larsen, Th. Dürendahl | | Odds BK |
| SK Grane Nordstrand                                 | 1:0 Elvind Thune-Larsen 2:0 Elvind Thune-Larsen | | Odds BK |
| Finale                                              | | |         |
| 16. Juni 1902 in Kristiania (Gamle-Frogner-Stadion) | | |         |
| Ergebnis: 2:0                                       | | |         |
| Schiedsrichter: Bredo Larsen                        | | |         |
| Spielbericht                                        | | |         |